# Michel Waisvisz

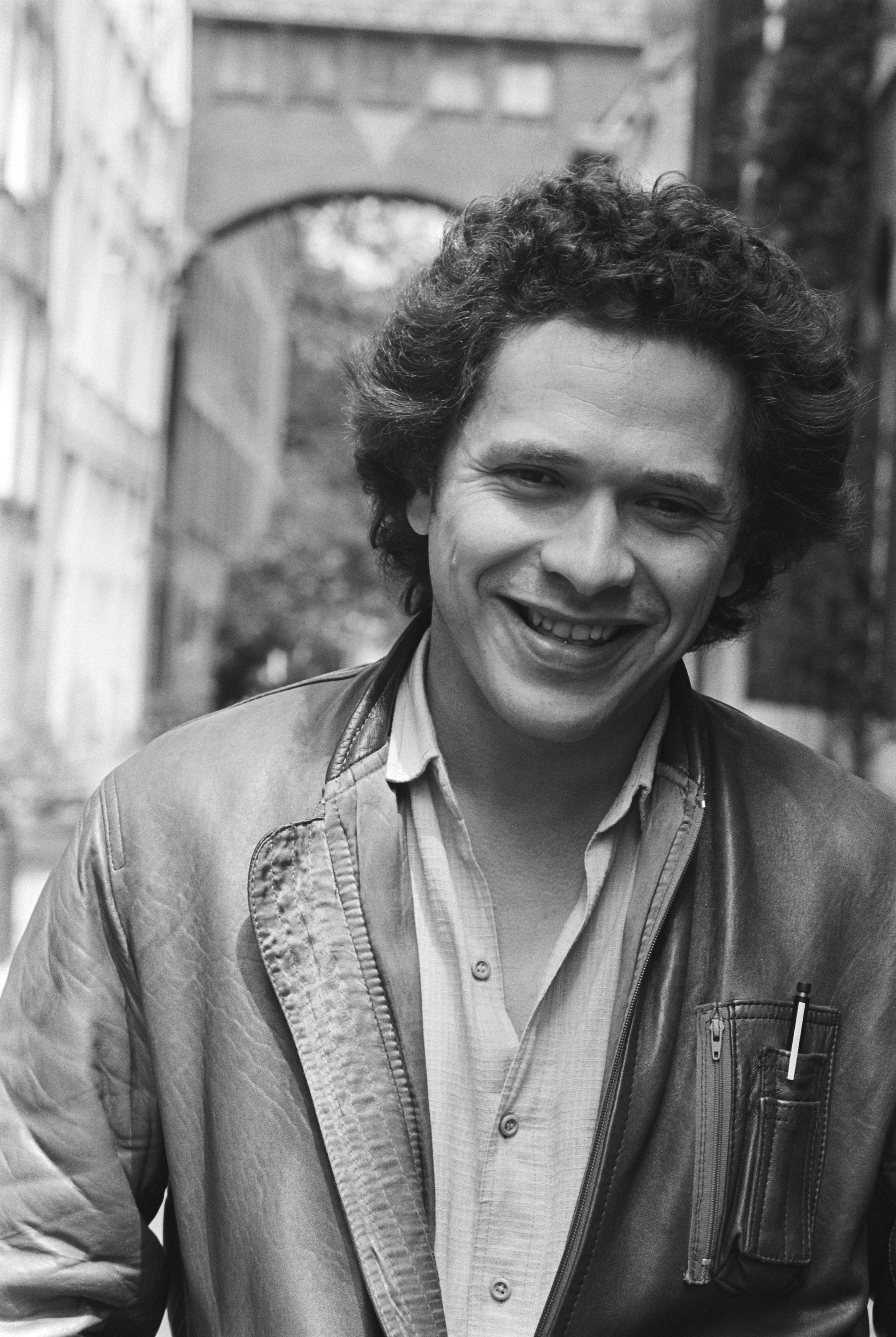
Waisvisz (1981)

Michel Waisvisz (* 8. Juli 1949 in Leiden, Südholland; † 18. Juni 2008 in Amsterdam) war ein holländischer Komponist, Improvisator und Entwickler elektronischer Musikinstrumente.
Waisvisz lebte in Amsterdam, wo er 27 Jahre lang die STEIM-Stiftung für elektronische Performances leitete. Internationale Bekanntheit erlangte er für seine Entwicklung von mit den Händen oder Datenhandschuhen ansteuerbaren elektronischen Instrumenten wie die Crackle Box und The Hands, aber auch für die Entwicklung von geeigneter Software, wie LiSa oder junXion. Seit den frühen 1970ern trat er mit Musikern und Performancekünstlern auf, wie Gunter Hampel, Maarten Altena, Derek Bailey, Lodewijk de Boer, Willem Breuker, Moniek Toebosch, Richard Teitelbaum, Steve Lacy, Shusaku, Peter Brötzmann, Achim Knispel, Patrizia van Roessel, Najib Cheradi, Laurie Anderson, DJ Spooky, Hans Reichel, Shelley Hirsch, Misha Mengelberg, John Edwards, Uli Böttcher und Paul Hubweber.

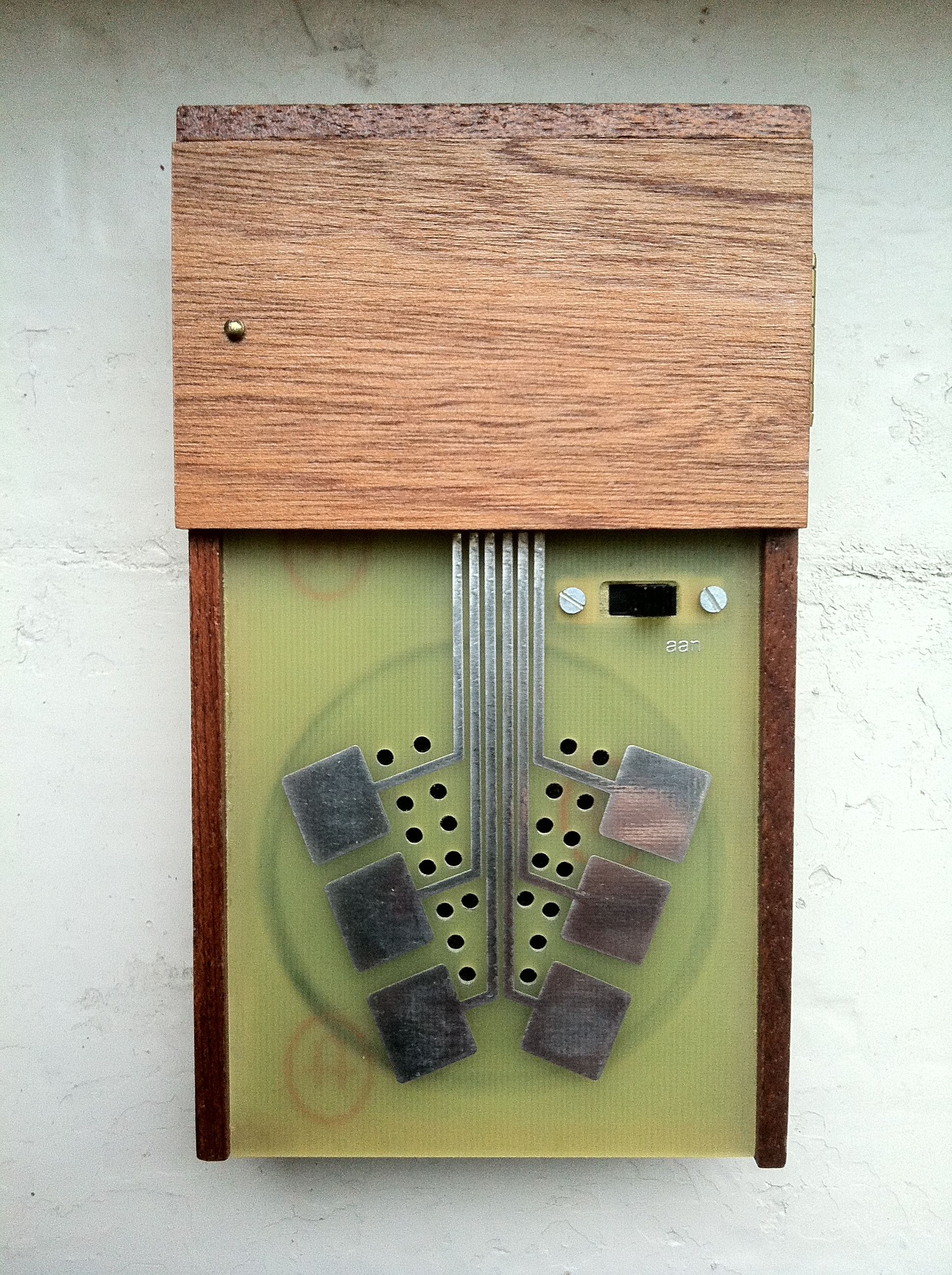
Crackle Box (2011)
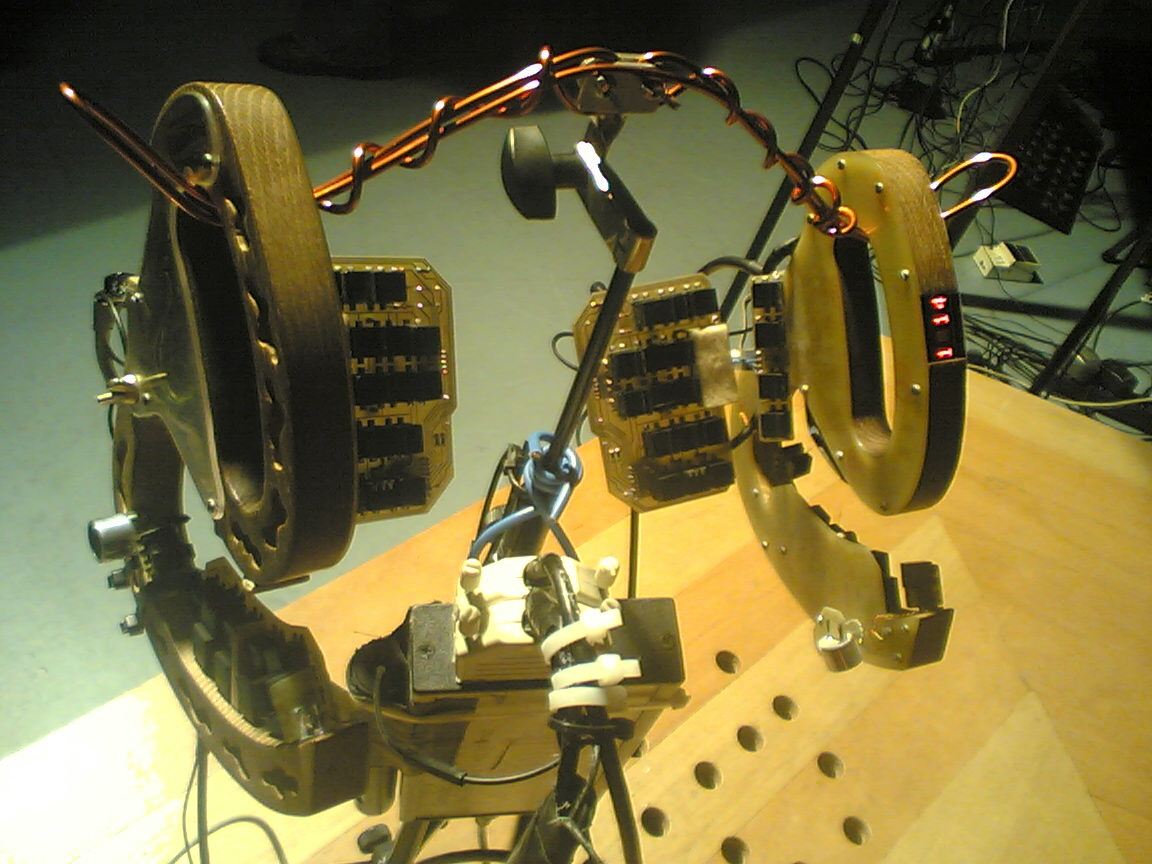
The Hands (2006)